# 中村淑子
中村（香山）淑子（なかむら/かやま よしこ、1910年11月23日（明治43年） - ）は昭和期の歌手。

## 経歴
兵庫県神戸市生まれ。東京音楽学校出身。1934年（昭和9年）ビクターレコードからデビュー。
共演盤の「愛国行進曲」や「日の丸行進曲」を吹き込む。藤原歌劇団の舞台でも活躍した。

## 主な舞台出演
- 藤原歌劇団公演『カルメン』ミカエラ（1939年3月26・27日、4月28・29日、歌舞伎座）[1]
- 藤原歌劇団公演『椿姫』ヴィオレッタ（1941年6月27・28日、大阪歌舞伎座）[2]
- 藤原歌劇団公演『カルメン』ミカエラ（1941年11月25-27日、歌舞伎座）[3]

## NHK放送歌劇出演
- 1940年1月20日放送『魔笛』夜の女王
- 40年3月24日放送『魔弾の射手』アガーテ
- 40年4月18日放送『カルメン』ミカエラ
- 40年6月22日放送『オルフェウス』エウリディーチェ
- 40年9月28日放送『ヘンゼルとグレーテル』[4]